# Fluorovodična kiselina
Fluorovodična kiselina (HF)(aq) vodena je otopina fluorovodika (obično 40%-tna). Slaba je kiselina, ali vrlo nagrizajuća. Nadražujućeg je mirisa, uzrokuje teške opekline kože, očiju i sluznice, a nagriza staklo i porculan. Otapa mnoge metale dajući soli (fluoride) koje s vodom reagiraju lužnato. Jako nagriza staklo i porculan, a kod djelovanja na tkivo prodire duboko i teško se ispire. Upotrebljava se za uklanjanje ostataka ljevačkog pijeska s lijevanih proizvoda, za smanjivanje sadržaja pepela u ugljenu i dr.

Fluorovodična kiselina je jedina kiselina koja reagira sa silicijevim(IV) oksidom koji ulazi u sastav stakla.

Reakcija sa silicijevim dioksidom:
SiO2(s) + 4 HF --> SiF4(g) + 2 H2O
Zbog toga nagriza staklo, pa se rabi pri graviranju i matiranju stakla. Zato se čuva u plastičnim bocama, a nagriza i keramiku i mnoge metale, a na tome se manjim dijelom zasniva i njezina uporaba. Nagrizanje stakla temelji se na reakciji sa silicijevim dioksidom i stvaranju topljivoga silicijeva tetrafluorida.